# Bödigheimerbach
Der Bödigheimerbach ist ein etwa 22⁄3 km langer Bach im Gebiet der Stadt Buchen (Odenwald) im baden-württembergischen Neckar-Odenwald-Kreis, der nach nördlichem Lauf nahe der Stadtmitte von links in die obere Morre mündet.

## Geographie

### Verlauf
Der Bödigheimerbach entsteht etwa 2,5 km südlich der Stadtmitte von Buchen nahe dem Rand des Waldes auf dem Kaltenberg und der Gemarkungsgrenze zu Bödigheim auf etwa 376 m ü. NHN. Er fließt die ersten knappen hundert Meter entlang einer Baumreihe ostwärts und wendet sich dann nach links auf künftig stets etwa nördlichen Lauf.
Anfangs fließt er durch die Wiesen des Mörschgrundes, wo ihm gleich mit dem Rinneggraben von rechts der erste seines halben Dutzend von Zuflüssen  zumündet, dieser aus dem Ostnordosten von den Anwesen der Aussiedlerhofgruppe Am Weidenbaum her. Später steht wenig linksseits der nächste Hof, der zu der Streusiedlung am Gaukelsbaum gehört, die ebenfalls aus Aussiedlerhöfen besteht.
Daraufhin quert die Bahnstrecke Seckach–Miltenberg die Talmulde und läuft danach rechts am Unterhang weiter, gefolgt von der B 27, die sich rechtsseits weiter von der Mulde entfernt. Auf dem linken Hügel steht danach ein neueres Gewerbegebiet, woraufhin nahe an einem dreieckigen Dauerteich, den der Bach in einem Rückhaltebecken durchläuft, von rechts die L 582 ins Tal eintritt und dann dem Bach ebenfalls anfangs rechtsseits folgt.
Danach beginnt schon eine lockere Bebauung der Stadt Buchen. Der bisher meist in auffällig geraden Stücken laufende Bach umfließt nun mit einem Eck eine Außenstelle des Landratsamtes, wonach er am querenden Schafstallweg (L 582) in die geschlossene Bebauung von Buchen eintritt.
Gleich danach mündet gegenüber einer am rechten Ufer beginnenden Reihe von Schrebergärten sein mit anderthalb Kilometern Länge bedeutendster Zufluss Anderbach, der zuletzt lange verdolt im Siedlungsbereich verlaufen ist.
Ab dem Ende der Schrebergärten begleitet rechtsseits die Eberstadter Straße (L 522) das Ufer, während linksseits eine Reihe höherer Bäume steht. Schließlich mündet der Bach auf etwa 322 m ü. NHN an der Einmündung der L 522 in die Schüttstraße von links in die obere Morre.
Der Bödigheimerbach mündet nach 2,6 km langem Weg mit mittlerem Sohlgefälle von etwa 17 ‰ rund 44 Höhenmeter unterhalb seines Ursprungs.

### Einzugsgebiet
Der Bödigheimerbach hat ein 4,8 km² großes Einzugsgebiet, das naturräumlich zum Unterraum  Vorland des Hinteren Odenwaldes des Buntsandstein-Odenwaldes gehört.
Seine größten Erhebungen sind mit etwas über 400 m ü. NHN der Kaltenberg am Südrand wenig entfernt der Quelle, mit etwas über 410 m ü. NHN eine Kuppe im Verlauf der L 582 im Gewann Hinter der Wart östlich von Am Weidenbaum und mit 400,8 m ü. NHN der Gipfel des Wartbergs östlich über dem Taleintritt der L 582, während die westliche Wasserscheide durchweg niedriger liegt.
Das Gebiet liegt in der zentralen Gemarkung der Stadt Buchen (Odenwald). Nur kleine Zwickel im Süden sind bewaldet, das übrige Gebiet ist offen und wird im Süden landwirtschaftlich genutzt, dort liegen auch die landwirtschaftlichen Ausiedlerhofgruppen der Siedlung Am Kaltenberg linksseits und der Siedlung Am Weidenbaum rechtsseits der Talmulde. Weiter nördlich gibt es einige Gewerbeflächen in der Landschaft, bis der Bach auf seinem guten letzten halben Kilometer im geschlossen bebauten Stadtgebiet von Buchen verläuft.
Reihum grenzen die Einzugsgebiete der folgenden Nachbargewässer an:
- Im Nordosten ist die Morre unterhalb des Bödigheimerbachs der nächste offene Wasserlauf, ebenso im Nordosten oberhalb desselben, sie entwässert über Billbach und Mud zum Main;
- im Osten fließt das Daunbächle oberhalb zur Morre;
- im Südosten liegt das Quellgebiet des Gewesterbachs, der den Hiffelbach speist;
- im Südwesten entsteht der Wolfsgrundbach, der ebenfalls über Hiffelbach und dann Seckach und Jagst zum Neckar entwässert;
- im Westen fließt der Wolfsgartengraben zum Hollerbach, einem abwärtigen Zufluss wiederum der Morre.

### Zuflüsse und Seen
Liste der Zuflüsse und  Seen und  Hochwasserrückhaltebecken von der Quelle zur Mündung. Gewässerlänge, Seefläche, Einzugsgebiet und Höhe nach den entsprechenden Layern auf der Onlinekarte der LUBW. Andere Quellen für die Angaben sind vermerkt.
Ursprung des Bödigheimerbachs auf etwa 376 m ü. NHN ca. 2,5 km südlich der Stadtmitte von Buchen (Odenwald) nahe am Rand des Waldes auf dem Kaltenberg.
- Rinneggraben[4], von rechts auf etwa 360 m ü. NHN kurz nach der Nordwende des Bödigheimerbachs im Mörschgrund, 0,7 km und ca. 0,4 km².[LUBW 6] Entsteht auf etwa 395 m ü. NHN am Wohnplatz Am Weidenbaum von Buchen.
- (Bach aus dem Weitleimental), von rechts und Osten auf etwa 347 m ü. NHN nach Unterqueren der Bahnstrecke Seckach–Miltenberg, ca. 1,0 km[LUBW 7] und ca. 0,3 km².[LUBW 6] Entsteht auf etwa 400 m ü. NHN nördlich von Am Weidenbaum. Zuletzt verdolt, Durchfluss unbeständig.
- (Bach im Gewann Golsheumatte), von rechts und Osten auf etwa 337 m ü. NHN kurz vor dem folgenden am Beginn des Bödigheimer Tals, ca. 0,9 km[LUBW 7] und ca. 0,5 km².[LUBW 6] Entsteht auf etwa 384 m ü. NHN am Rand einer Obstbaumwiese. Lange verdolt, Durchfluss unbeständig.
- Durchfließt auf etwa 336 m ü. NHN einen dreieckigen Teich vor der Unterquerung der Carl-Benz-Straße, ca. 0,1 ha.[LUBW 8] Der Teich liegt im Becken des 2003 erbauten Hochwasserrückhaltebeckens Im Bödigheimer Tal, das hinter einem etwa 51⁄2m hohen Erddamm bis zu 45.000 m³ Wasser zurückhalten kann, das es dann ungesteuert wieder abgibt. Gewöhnlich enthält der Teich nur 1000 m³.[LUBW 9]
- Galgenberggraben, von links und Westen auf etwa 335 m ü. NHN nach der Unterquerung der Carl-Benz-Straße, 0,7 km und ca. 0,3 km².[LUBW 6] Entsteht auf etwa 350 m ü. NHN östlich des Galgenbergs an der L 519 von Bödigheim her.
- Anderbach, von links und Südwesten am Beginn einer Schrebergartenanlage zwischen der Henry-Dunant-Straße und der Eberstadter Straße, ca. 1,5 km und ca. 1,0 km².[LUBW 6] Entsteht auf etwa 355 m ü. NHN am Nordfuß des Galgenbergs. Verläuft nach der Unterquerung der Straße Am Ring (L 585) ab den Sportanlagen im bebauten Stadtgebiet verdolt. Hat einen längeren linken Oberlauf aus dem Westen vermutlich des Namens Langengraben oder Langegraben[5], der aber schon weit vor dem Zusammenfluss verdolt ist.

Mündung des Bödigheimerbachs von links und Süden auf ca. 332 m ü. NHN in Buchen neben der Einmündung der Eberstadter Straße in die Schüttstraße in die obere Morre. Der Bödigheimer Bach ist 2,6 km lang und hat ein 4,8 km² großes Einzugsgebiet.

## Geologie
Das Einzugsgebiet liegt im Übergangsbereich zwischen Muschelkalk und Buntsandstein. In seinem Süden und in seinem Norden auch rechtsseits auf den Höhenlagen steht fast überall Unterer Muschelkalk an, ausgenommen eine kleine Schichtinsel aus Mittlerem Muschelkalk ganz im Osten auf der größten Höhe. An den Talflanken etwa ab dem Taleintritt der B 27 streicht dagegen der Obere Buntsandstein aus und linksseits bedeckt er ab dort auch die meisten Höhenlagen.
Dieser ist jedoch am linken Hang überwiegend mit Lösssediment aus dem Quartär überlagert. In der Talmulde liegt holozänes Schwemmland, nach seiner Ausweitung kurz nach der Laufwende nach Norden besteht es aus Auenlehm.

## Natur und Schutzgebiete
Der Bödigheimerbach beginnt seinen Lauf neben einer nur etwa hundert Meter langen, nach Osten laufenden Feldhecke. Gleich nach seiner bald folgenden Nordwende begleitet ihn anfänglich wieder kurz eine solche. Im weiteren Verlauf in der Flur stehen dann Baum und Strauch nur sporadisch am Ufer, das am mittleren Lauf auf einem kurzen und einem etwas längeren Abschnitt von Schilf gesäumt ist. Im Bereich der geschlossenen Bebauung von Buchen gibt es dann etwas häufiger eine Baumgalerie am Bach.
Das gesamte Einzugsgebiet liegt im Naturpark Neckartal-Odenwald.

### LUBW
Amtliche Online-Gewässerkarte mit passendem Ausschnitt und den hier benutzten Layern: Lauf und Einzugsgebiet des Bödigheimer Bachs

Allgemeiner Einstieg ohne Voreinstellungen und Layer: Daten- und Kartendienst der Landesanstalt für Umwelt Baden-Württemberg (LUBW) (Hinweise)
1. 1 2 3 4 5 6  Höhe nach dem Höhenlinienbild auf dem Hintergrundlayer Topographische Karte.
2. 1 2 3  Länge nach dem Layer Gewässernetz (AWGN).
3. 1 2 3  Einzugsgebiet nach dem Layer Basiseinzugsgebiet (AWGN).
4. ↑  Höhe nach grauer Beschriftung auf dem Hintergrundlayer Topographische Karte.
5. ↑  Seefläche nach dem Layer Stehende Gewässer.
6. 1 2 3 4 5  Einzugsgebiet abgemessen auf dem Hintergrundlayer Topographische Karte.
7. 1 2  Länge abgemessen auf dem Hintergrundlayer Topographische Karte.
8. ↑  Seefläche abgemessen auf dem Hintergrundlayer Topographische Karte.
9. ↑  Daten des Hochwasserrückhaltebeckens nach dem Layer Stauanlage.
10. ↑  Schutzgebiete nach den einschlägigen Layern, Natur teilweise nach dem Layer Geschützte Biotope.

### Andere Belege
1. ↑  Abfluss Modellierte Werte nach Abfluss-BW Gewässerknoten MQ/MNQ
2. ↑  Otto Klausing: Geographische Landesaufnahme: Die naturräumlichen Einheiten auf Blatt 151 Darmstadt. Bundesanstalt für Landeskunde, Bad Godesberg 1967. → Online-Karte (PDF; 4,3 MB)
3. ↑  Horst Mensching, Günter Wagner: Geographische Landesaufnahme: Die naturräumlichen Einheiten auf Blatt 152 Würzburg. Bundesanstalt für Landeskunde, Bad Godesberg 1963. → Online-Karte (PDF; 5,3 MB)
4. ↑  Der Rinneggraben ist auf dem
  - Meßtischblatt 6422 Walldürn von 1880

als Rienneggsgraben beschriftet.
5. ↑  Auf dem
  - Meßtischblatt 6421 Buchen von 1881

ist das Gewann, in dem der linke Oberlauf des heutigen Anderbachs verläuft, mit Am Langengraben beschriftet und der Unterlauf des Anderbachs mit Langegraben.
6. ↑  Geologie nach den Layern zu Geologische Karte 1:50.000 auf: Mapserver des Landesamtes für Geologie, Rohstoffe und Bergbau (LGRB) (Hinweise)

- Meßtischblätter in der Deutschen Fotothek:
  - 6421 Buchen von 1881
  - 6422 Walldürn von 1880